# Martin-Eloy Lignereux
Martin-Eloy Lignereux (1751-1809) est l’un des plus prestigieux créateurs d’objets d’art ou marchands-merciers français. Actif à Paris dès 1781, il a fondé la Maison Lignereux. De son vivant, Martin-Eloy Lignereux est recherché par une clientèle sophistiquée et exigeante. Il est sollicité pour orner de ses créations les demeures des plus grands collectionneurs de son temps, en France, mais aussi en Angleterre, en Hongrie, à Saint-Pétersbourg, Naples et Madrid. 

## Biographie

### Débuts
Martin-Eloy Lignereux naît en novembre 1751 à Cuvilly (60), de parents issus d’un milieu de petits commerçants du Valois. C’est vraisemblablement auprès de son père, avant d’arriver à Paris, qu’il fait son apprentissage et obtient sa maîtrise, selon les statuts de la Corporation des Marchands. Le contrat de mariage de Martin-Eloy Lignereux stipule qu’il exerce dès 1781 le métier de "marchand-mercier" à Paris.
Il épouse Anne-Henriette de Milleville le 9 juin 1781. Âgé de 29 ans, Lignereux possède alors sa propre enseigne sur la rue Saint-Honoré, rue qui concentre les plus importantes boutiques de luxe de l’époque. Bien que n’étant pas issu du sérail, il semble avoir réussi à prendre pied très tôt dans le petit monde des marchands-merciers parisiens. En 1782, il choisit Dominique Daguerre, l’un des plus illustres marchands-merciers de la seconde moitié du XVIIIe siècle, pour parrain de sa fille.

### La Maison Daguerre & Lignereux
Martin-Eloy Lignereux s’associe le 1er avril 1787 avec Dominique Daguerre. 
Daguerre, "marchand bijoutier" renommé et recherché en particulier par la reine Marie-Antoinette, a son magasin "à la Couronne d’Or" (ancien magasin de son prédécesseur Simon-Philippe Poirier) au 85, rue Saint-Honoré, en face de l’hôtel d’Aligre. 
Martin-Eloy Lignereux, lorsqu’il rejoint Daguerre, a acquis une expérience solide dans le marché du luxe et l’artisanat d’art parisiens. Daguerre quant à lui, bénéficie d’une clientèle prestigieuse. L’assemblage de leurs talents permettra à la Maison Daguerre & Lignereux de se déployer malgré les accidents de l’histoire. 

### Paris et Londres
L’arrivée de Lignereux peu après le traité Eden-Rayneval de 1786, permet à la Maison Daguerre & Lignereux de s’implanter outre-Manche et de tisser des liens décisifs entre la France et l’Angleterre :
- Immédiatement après leur association, Lignereux et Daguerre deviennent distributeurs exclusifs de la Manufacture de Josiah Wedgwood à Paris [4].
- Dès 1787, Dominique Daguerre multiplie les longs séjours outre-Manche. À la fin de 1789, il s’établit à Londres, Lignereux prenant quant à lui la direction du magasin parisien au 85, rue St-Honoré. Daguerre ouvre sa première enseigne londonienne sur Piccadilly, puis déménage au 42, Sloane Street. La maison Daguerre & Lignereux, grâce à cette double implantation, peut répondre à la demande croissante de la clientèle anglaise. Elle joue un rôle prépondérant dans l’ameublement de Carlton House et du Pavillon Royal du Prince de Galles, futur George IV[5].
- Les associés obtiennent de la Manufacture de Sèvres de distribuer les porcelaines de Sèvres dans leur magasin londonien.

Au cours de leur association, Lignereux et Daguerre organisent plusieurs ventes de leurs stocks de marchandise. Cette pratique courante pour les marchands au XVIIIe siècle, permettait de renouveler les objets et meubles proposés. Au moins deux ventes sont organisées par les marchands, l’une chez Christie’s à Londres en 1791 (25 mars 1791), l’autre à Paris le 25 mars 1793 .

### Gardien des objets de Marie-Antoinette
Le 10 août 1789, la reine Marie-Antoinette, échaudée par les journées d’octobre, confie à "Daguerre et Lignereux, marchands bijoutiers", sa collection personnelle d'objets d'art et de curiosités. Après la mort de la reine, Lignereux remettra à l'Etat français cet ensemble inestimable,. 

### La Maison Lignereux
Lorsque Dominique Daguerre meurt en 1796 (5 décembre 1796), Lignereux se retrouve à la tête d’une maison solidement établie, forte d’une réputation internationale. Un rapport du préfet de la Seine du 8 juin 1807 indique que "la maison Daguerre et Lignereux en temps de paix faisait avec l'étranger de 1.500.000 à 200.000.000 d'affaires". 
Toutefois le marché du luxe parisien est sinistré par la Révolution ; les échanges avec l’Angleterre, à l’exception de la courte Paix d’Amiens (1802-1803), sont fortement compromis par la guerre entre les deux pays. Malgré ces défis, Lignereux n’a de cesse que de poursuivre son activité de créateur d’objets d’art. 
Pour se rapprocher d’une clientèle qui se renouvelle sous le Directoire et le Consulat, il choisit de déplacer son magasin parisien en 1795 (2 germinal An III, 22 mars 1795) au 2, rue Christine, puis en 1800 (27 germinal An VIII, 17 avril 1800) au 44 rue Vivienne, enfin en 1803 (1er messidor An IX, 20 juin 1803) au 44 rue Taitbout. 
Martin-Eloy Lignereux invite les meilleurs artisans de la capitale à élaborer sous sa direction des meubles et objets "d’un goût nouveau". Sous le Consulat et l’Empire, la réputation de la maison Lignereux continue de s’imposer. En 1802 et en 1803, Lignereux obtient la médaille d'or à l'Exposition des Produits de l'Industrie. Sa boutique est un lieu prisé par les plus grands amateurs, et devient une destination touristique pour les riches étrangers de passage dans la capitale. 

### Postérité
Lignereux a une fille unique, Adélaïde-Anne, née en 1782. En 1798, cette dernière épouse l’ébéniste François-Honoré-Georges Jacob, issu de la dynastie des Jacob, menuisiers et ébénistes depuis 1765.  
En 1804, affaibli par la maladie, Lignereux vend son stock d’objets et de meubles au bronzier Pierre-Philippe Thomire. Lignereux s’éteint à Paris en 1809.

## Créations

### Faiseur de modes
En tant que marchand-mercier, Martin-Eloy Lignereux est recherche en permanence les moyens de satisfaire et surprendre une clientèle de plus en plus exigeante. De 1787 au Premier Empire, l’univers des créations de Lignereux évolue considérablement : les objets Louis XVI des débuts, influencés par l’anglomanie ou le "goût chinois", laissent place à des créations toujours plus audacieuses, qui puisent dans les civilisations égyptienne, grecque et romaine pour proposer des réalisations remarquablement abouties du goût du jour sous le Directoire, le Consulat, puis l’Empire.

### Collaborations
Martin-Eloy Lignereux, en raison de sa position dans le monde de la création parisienne des années 1780-1800, est au cœur d’un réseau d’artistes de grand talent. 
Il invite les plus grands artisans à dessiner et confectionner, sous sa direction, les objets et les meubles de ses collections. Parmi les collaborateurs de Lignereux, on identifie avec certitude l’ébéniste Adam Weisweiler et les bronziers François Rémond et Pierre-Philippe Thomire. Un faisceau d’indices laisse à penser que les ébénistes Bernard Molitor, Claude-Charles Saunier, le bronzier Lucien-Francois Feuchère, et les architectes et ornemanistes Charles Percier (1764-1838) et Pierre François Léonard Fontaine (1762-1853), ont aussi collaboré aux créations de la maison Lignereux. 
Lignereux tisse des liens privilégiés avec la Manufacture de Sèvres. Outre le mandat de distribution à Londres dans les années 1790, la Maison Lignereux, de 1800 à 1801 puis de 1802 à 1804, est distributeur exclusif des porcelaines de Sèvres à Paris. 

### Clientèle
Martin-Eloy Lignereux bénéficie de la clientèle de Daguerre puis, après le décès de son associé, renouvelle et augmente ce carnet d’adresses prestigieux.  
De 1787 à 1804, les amateurs d’art les plus influents ont acquis des créations de Lignereux. La liste (non exhaustive) des clients de Daguerre et Lignereux, provenant des "Etats des débiteurs, émigrés, non émigrés ou condamnés, de la Société Daguerre et Lignereux", établis à la Révolution, permet d’énumérer "M. Perregaux, M. Tolozan, M. d'Aumont Valentinois, les comtes d'Artois, d'Angivillers, de Dillon, de Villequier, le baron de Breteuil, les marquis de Balleroy, de Lusignan, de Polignac, les princes et princesses de Condé, de Lamballe, de Montmorency". 
À ces noms évocateurs, il convient d’ajouter la comtesse du Barry, le prince de Galles (futur Roi George IV d’Angleterre),, l’empereur Napoléon, l’impératrice Joséphine de Beauharnais, la Reine Hortense, le comte d’Elgin (Thomas 7th Earl of Elgin and 11th of Kincardine), Quentin Craufurd, Talleyrand, William Beckford, le duc de Wellington, le comte de Malmesbury, le comte d’Egremont, le duc de Bedford, le tsar Paul Ier de Russie, Louis Ier de Bourbon, le Prince Miklos Esterhazy, le général Charles Moreau, Lady Elizabeth Foster, Lord Whitworth (ambassadeur d’Angleterre à Paris), Sir Harry Fetherstonhaugh.

## Hommages
En l’An IX en en l’An X (1801, 1802) Martin-Eloy Lignereux obtient la médaille d'or à l'Exposition des Produits de l'Industrie. Les numéros de la Gazette Nationale ou le Moniteur Universel relatent ainsi en 1801 : "Les meubles du Citoyen Lignereux ont paru remarquables par l’élégance et la richesse, par l’accord de toutes les parties, par le choix de formes appropriées à la destination de chaque chose, enfin par l’exactitude et le fini du travail intérieur et extérieur." ; puis en 1802 : "Lignereux, rue Vivienne, qui a obtenu une médaille d’or en l’an IX. Objet admis : meubles. Motif : richesse et élégance". 
Par ailleurs, plusieurs visiteurs admiratifs ont rapporté la qualité exceptionnelle des objets proposés chez Lignereux : 
- "1796. Paris. Lignereux. beautiful furniture" (comte de Malmesbury)
- "le 8 mars 1803 nous avons été voir le beau magasin de meubles de Lignereux. C'est une réunion des choses du meilleur goût, des pendules délicieuses, beaucoup de glaces à la Psyché, des tables, des garnitures de salon." (Journal de Madame de Cazenove d'Arlens)[10].
- "Nothing can be more beautiful (…). All [objects] are in the richest and best taste." (Journal de Bertie Greatheed)[10].